# Anne van Laval (1385-1466)
Anne van Laval (Kasteel van Laval, rond 1385 - aldaar, 28 januari 1466) was vrouwe van Laval, alsook van Vitré en van Gavere. Ze was de laatste heer of vrouwe van Laval uit het huis Laval-Montmorency.

## Levensloop

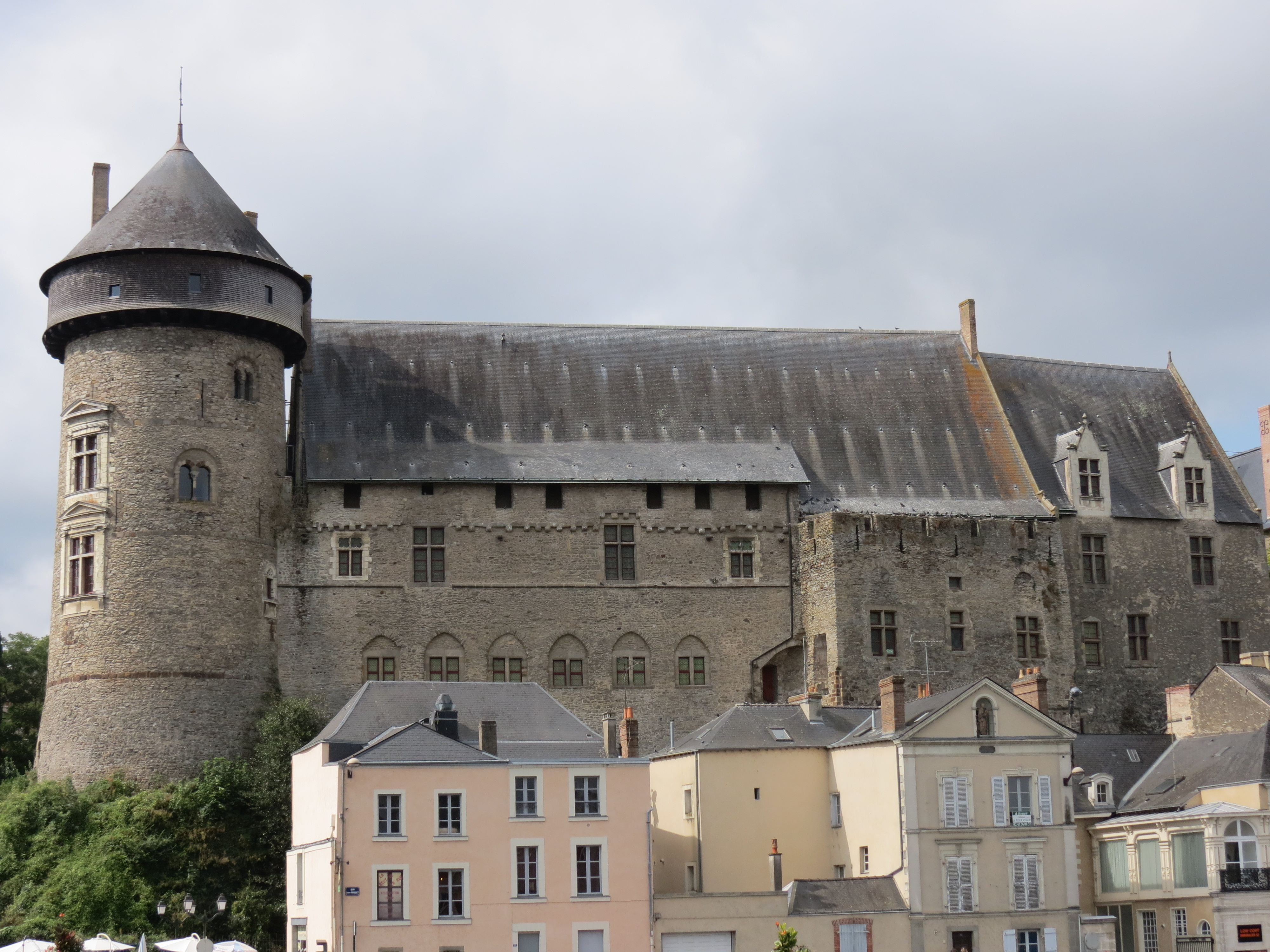
Het oude kasteel van Laval

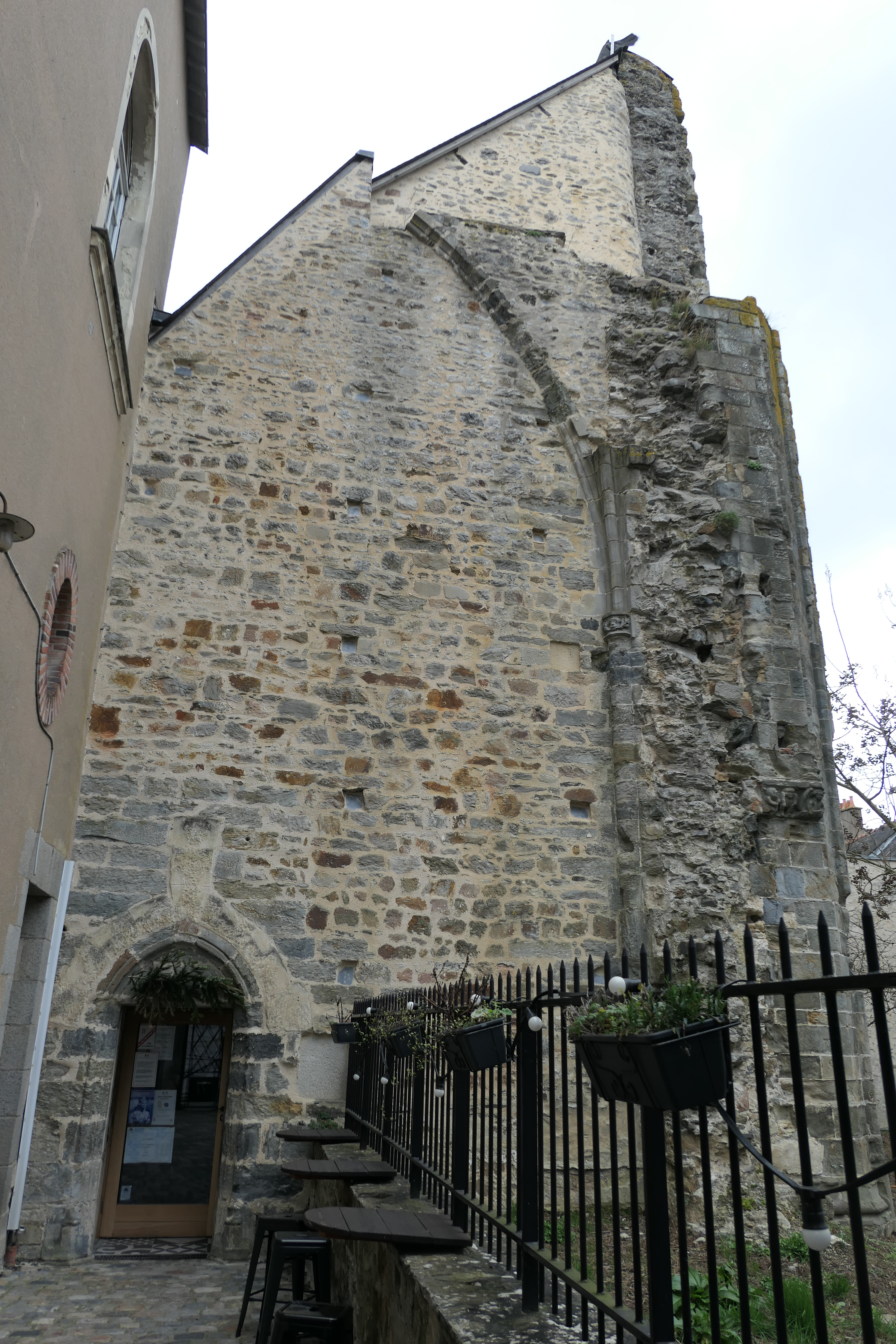
Ruïne van de vroegere kapittelkerk Saint-Tugal

Anne was de dochter van Guy XII van Laval en Jeanne van Laval-Châtillon. Haar vader had twee zonen uit een eerder huwelijk maar zij stierven op jonge leeftijd. Anne had een broer Guy maar die bereikte de volwassenheid niet en overleed in 1404 na een val. Omdat haar ouders al een gevorderde leeftijd hadden en dus geen kinderen meer konden krijgen, werd Anne op dat moment de erfgename van de heerlijkheid Laval.
Een goed huwelijk drong zich op en er werd gekozen voor Jean de Montfort, heer van Kergolay en een ver familielid. Uit het huwelijk werden vijf kinderen geboren:
- Jeanne (1405 of 1406)
- Guy XIV (1406)
- André de Lohéac (1408)
- Louis (1411)
- Cathérine (?)

In april 1412 overleed Guy XII en Jean de Montfort nam de naam Guy XIII aan. In 1413 vertrok Guy XIII op bedevaart naar het Heilig Land en hij gaf zijn goederen in beheer aan zijn vader en aan Anne. Op terugweg naar Frankrijk in 1414 of 1415 overleed Guy XIII op Rhodos aan de pest. Hierdoor werd Anne vrouwe van Laval. In 1416 huwde Anne uit eigen initiatief met Guy Turpin, een familielid met wie ze was opgegroeid en die zelf geen goederen inbracht. De leenheren van Laval gaven goedkeuring voor dit huwelijk - ze waren zo verzekerd dat Laval niet te machtig zou worden - maar de moeder van Anne en haar familie maakten bezwaar. Zij hadden immers een huwelijk met gunstigere kandidaat in gedachten. Er barstte een strijd los binnen de familie die uiteindelijk in 1417 werd voorgelegd aan het Parlement van Parijs, de hoogste rechtbank. Het huwelijk werd uiteindelijk geannuleerd en Anne verzoende zich met haar moeder. Ook rees er een geschil met Raoul de Montfort, de vader van haar overleden echtgenoot. Hij claimde de voogdij over zijn kleinkinderen. Anne behield de voogdij en bekwam gunstige huwelijken voor haar kinderen. Haar oudste dochter huwde met Richard, de broer van Hertog Jan V van Bretagne, en haar zoon Guy huwde achtereenvolgens met twee dochters van Jan V van Bretagne.
In de Honderdjarige Oorlog was Laval loyaal aan de Franse koning Karel VII. De Engelsen namen in 1428 de stad Laval in en na een belegering van twee weken ook het kasteel. Anderhalf jaar later werd Laval heroverd door de Fransen. Laval werd door de Franse koning verheven van baronie tot graafschap, als dank voor de loyauteit en de militaire steun die was verleend. Annes zonen en leenmannen vochten mee in het Franse leger. Zo betaalde Anne het losgeld voor de vrijlating van haar zoon André. Ze droeg geleidelijk aan macht over aan haar zoon Guy.
Anne richtte de kerk Saint-Tugal in Laval op, waar ze ook begraven werd.